# 英國嶺
英國嶺（英語：England Ridge），是南極洲的山嶺，位於維多利亞地的斯科特海岸，在1962年1月被踏足，由美國南極名稱諮詢委員命名，現時由南極條約體系管理。